# Dolistowo Stare
Dolistowo Stare – wieś w Polsce położona w województwie podlaskim, w powiecie monieckim, w gminie Jaświły, nad rzeką Biebrzą w bezpośrednim sąsiedztwie Biebrzańskiego Parku Narodowego. Powszechnie używana skrócona nazwa Dolistowo oznacza skupisko wsi: Dolistowo Stare, Dolistowo Nowe oraz Dolistowo-Kolonia (ta ostatnia do 31.12.2012 nosiła nazwę Dolistowo Stare (kolonia), a sołectwo  Dolistowo Stare II).

## Opis
W okresie międzywojennym istniała gmina Dolistowo należąca do ówczesnego powiatu białostockiego w woj. białostockim. Po wojnie gminy Dolistowo nie odtworzono, utworzono natomiast jej terytorialny odpowiednik, gminę Jaświły.
W latach międzywojennych posiadłość ziemską miała tu Jan Kozłowski (964 mórg). Pracowały dwa wiatraki.
W latach 1954–1972 wieś należała i była siedzibą władz gromady Dolistowo Stare. W latach 1975–1998 miejscowość administracyjnie należała do województwa białostockiego. Po ostatniej reformie podziału administracyjnego kraju znajduje się w województwie podlaskim.
W centralnej części wsi znajduje się kościół parafialny pod wezwaniem św. Wawrzyńca z końca XVIII wieku (jednonawowy, z późnoklasycystyczną fasadą), ufundowany przez Izabellę Branicką z Poniatowskich, wraz z zabytkową dzwonnicą z roku 1803 i plebanią. Zachowane dokumenty świadczą, że katolicka społeczność religijna z okolic Dolistowa była zorganizowana i skupiona wokół istniejącego kościoła już za czasów króla Kazimierza Jagiellończyka (zmarłego w 1492). Za oficjalną datę powołania do życia parafii w Dolistowie przyjmuje się datę 6 lutego 1500 roku.
W czasie zaborów Dolistowo znajdowało się pod zaborem rosyjskim. W 1807 roku kiedy powstało Księstwo Warszawskie, jego granica biegła po linii Biebrzy, wskutek czego po roku 1815 wszystkie wsie należące do dzisiejszej gminy Jaświły znalazły się w granicach Cesarstwa Rosyjskiego.
W roku 1915 wkroczyli na te tereny Niemcy. Po odzyskaniu niepodległości Dolistowo znalazło się w granicach państwa polskiego. Po agresji Niemiec na Polskę we wrześniu 1939 roku udokumentowany jest fakt postoju oddziału „Hubala” w Dolistowie i stoczona tam potyczka z wojskami sowieckimi. Przy kościele znajduje się tablica pamiątkowa poległego w tym starciu rotmistrza Moczulskiego. Od 26 września 1939 r. do czerwca 1941 r. tereny obecnej gminy Jaświły znajdowały się pod okupacją sowiecką. Od 22 czerwca 1941 r. oddziały 10 Armii Radzieckiej w oparciu o Osowiecki Rejon Umocnień przez kilka dni stawiały opór nacierającym wojskom niemieckim, by później się wycofać po czym tereny te trafiły pod okupację niemiecką trwającą do sierpnia 1944 roku.
W Dolistowie Starym znajduje się prawdopodobnie największa kolekcja lilii w Europie, licząca ponad 1500 gatunków. Uprawę założył w latach 70. Andrzej Berner, lekarz z miejscowego ośrodka zdrowia.
Według hipotezy Józefa Maroszka okolice Dolistowa nad Biebrzą są miejscem męczeńskiej śmierci Brunona z Kwerfurtu,  w Dolistowie lub okolicach mógł znajdować się krzyżacki zameczek Metenburg, wzmiankowany w 1392 (Jerzy Wiśniewski lokował go na terenie Augustowa).